# Alessandro Casagrande
Alessandro Casagrande (Terni, 11 aprile 1922 – Novara, 21 ottobre 1964) è stato un compositore e concertista italiano.

## Biografia
Nacque a Terni da una famiglia legata alla musica: suo padre suonava il violoncello in un'orchestra di non professionisti e possedeva un negozio di musica, mentre la madre era diplomata in violino.
Cominciò a frequentare gli ambienti musicali studiando pianoforte e composizione al Conservatorio di Santa Cecilia di Roma, per poi raggiungere Siena giusto in tempo per vincere un concorso per maestri d'orchestra nel 1948. Mostrò il suo talento pure alla scuola di Salisburgo.
Il suo primo successo lo ebbe nel 1942 presentando la Missa in Honorem Sanctae Ceciliae durante le rappresentazioni artistiche del Maggio Musicale Fiorentino. Inoltre, della sua musica sinfonica è famosa la Rielaborazione per orchestra del salmo 121 di Giovanni Battista Pergolesi e tra i suoi balletti L'uccello sacro. La musica sacra fu il suo campo d'esercizio, anche le sue ultime opere prima di una prematura scomparsa cantano questi temi; possiamo ricordare Astres e Il pianto della Madonna.
Gli sono intitolati un premio biennale internazionale per pianoforte che si tiene a Terni dal 1966, ed una sala dell'ISSM G.Briccialdi di Terni, nonché l'Istituto Scolastico Superiore Professionale di Terni.

## Opere

### Colonne sonore
- La figlia di Mata Hari, regia di Renzo Merusi e Carmine Gallone (1954)